# Acción por M+
Acción por M+ es un canal de televisión por suscripción español propiedad de Telefónica. Está especializado en emitir cine de acción.

## Historia
Canal+ Acción comenzó sus emisiones el 1 de febrero de 2007, sustituyendo a Canal+ Cine 1 en la plataforma de pago por satélite Canal+. Su programación se centra en la emisión de películas de acción y aventuras complementándose con series del mismo género. 
Desde el 6 de noviembre de 2009 emite en formato panorámico 16:9 permanentemente.
A partir del 1 de agosto de 2016, cumpliendo un año de la plataforma, pasó a denominarse Movistar Acción, eliminando la marca Canal+ para así no pagar los derechos a Vivendi. Esto también contrajo una nueva identidad visual de la plataforma y del mismo canal.
El 19 de enero de 2022, Movistar+ cambió de nombre a Movistar Plus+, cambio que contrajo una nueva denominación en sus canales propios y una nueva identidad visual. El canal pasó a denominarse Acción por Movistar Plus+.

## Declinaciones de la cadena
Durante un tiempo contó con una señal multiplexada de la cadena, denominada "Canal+ Acción ...30" con la singularidad de que ofrecía la misma programación que la cadena original pero siendo ofrecida media hora más tarde. Esta señal estuvo en antena entre el 1 de febrero de 2007 y el 29 de febrero de 2012.
Desde el 15 de diciembre de 2009 cuenta con una versión en HD (alta definición) que ofrece la misma programación que la señal original pero con la tecnología mencionada.

## Disponibilidad
Dentro de territorio español, Acción por Movistar Plus+ está disponible únicamente en la plataforma de pago española Movistar Plus+, en el dial 33. En Andorra se encuentra disponible en la plataforma SomTV de Andorra Telecom.

## Logotipos

2016 - 2022
2022 - 2023
2023 - presente